# 卡斯特拉馬爾蒂斯山

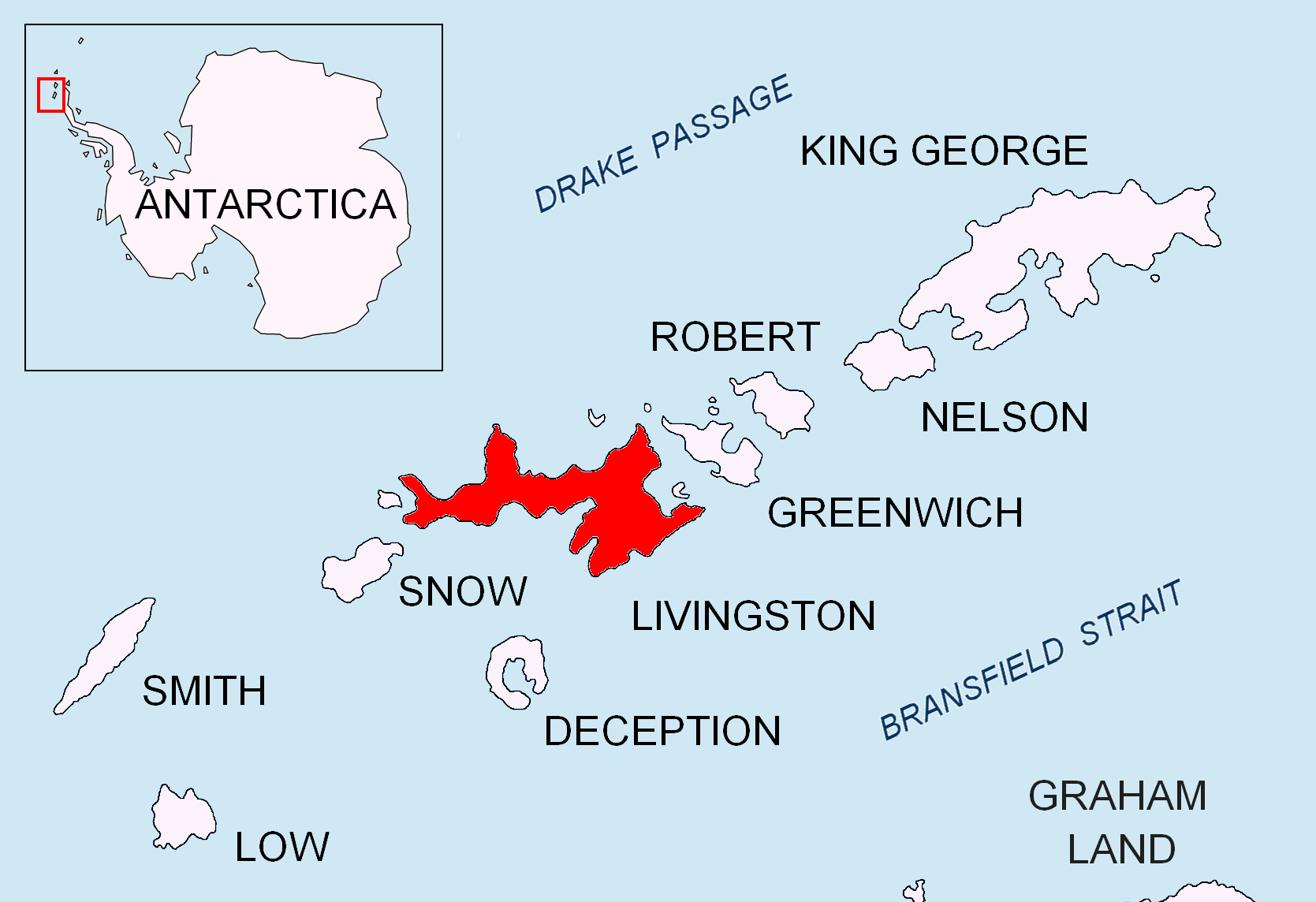

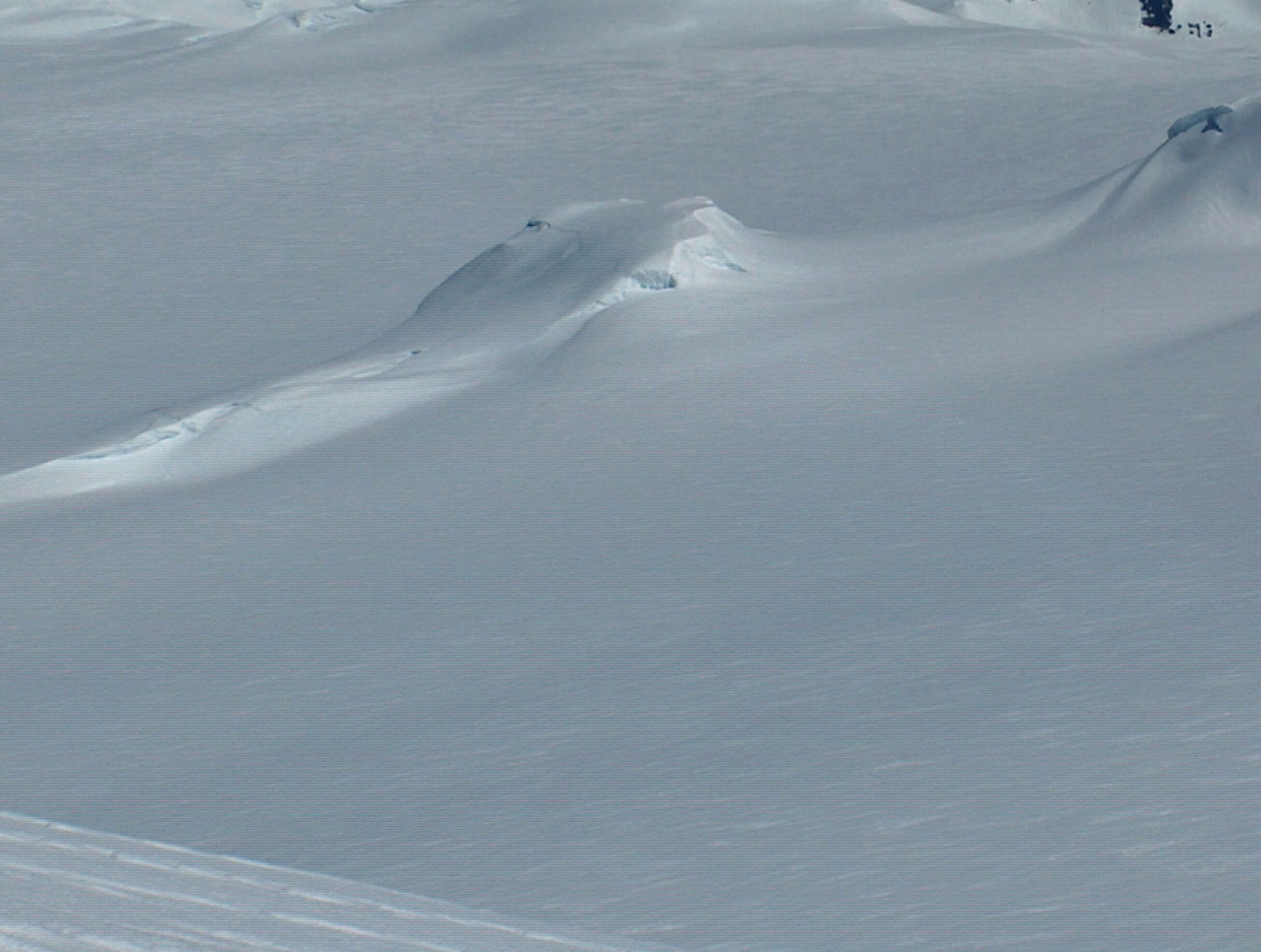

卡斯特拉馬爾蒂斯山（英語：Castra Martis Hill）是南極洲的山峰，位於南設得蘭群島的利文斯頓島，海拔高度453米，處於萊斯利山東南面0.55公里，保加利亞探險家在2004年12月25日首次登頂。

## 外部連結
- SCAR Composite Gazetteer of Antarctica（页面存档备份，存于）.

62°34′14.4″S 60°11′37.5″W / 62.570667°S 60.193750°W